# Кукова Острва
Кукова Острва (маорски Kūki 'Āirani, енгл. Cook Islands) су самоуправна аутономна парламентарна демократија у слободној асоцијацији са Новим Зеландом. Нови Зеланд је одговоран за спољну политику и одбрану. У последње време Кукова Острва теже да имају независну спољну политику. Населили су их око 600. године Маори са оближњега острва Тахити. Постали су британски протекторат 1888. понајвише због страха од француске окупације. Нови Зеланд је 1901. извршио анексију Кукових Острва. Под новозеландским протекторатом остали су до 1965. Циклон је током 1997. оштетио 80% кућа на острвима.
Кукова Острва се састоје из 15 острва вулканског и коралног порекла. Налазе се у архипелагу Полинезије у јужном Пацифику. Острва се деле у две групе: северна и јужна. Главно острво је Раротонга на коме се налази престоница Аваруа, међународни аеродром и мноштво хотела. Друга значајна острва су: Аитутаки, Атиу, Мангаиа, и Пенрин. Од поменутих, једино је Пенрин у северном делу архипелага. Становништво су, углавном, Маори полинежанског порекла. Главни насељени центри Кукових острва су на острву Раротонга (13.007 2016. године), где се налази међународни аеродром. Према попису из 2016. године укупан број становника је 17.459. Такође постоји већа популација становника Кукових острва на Новом Зеланду и Аустралији: на попису становништва на Новом Зеланду 2018. године, 80.532 људи је изјавило да су становници Кукова острва, или пореклом са Кукових острва. Последњи аустралијски попис забележио је 28.000 Кукових острвљана који живе у Аустралији, од којих многи имају аустралијско држављанство.
Она се састоје се од 15 острва чија је укупна површина 240 km2 (93 sq mi). Ексклузивна економска зона (ЕЕЗ) Кукових острва покрива 1.960.027 km2 (756.771 sq mi) океана.
Од 2001. године, Кукова острва воде сопствену спољну и одбрамбену политику. Последњих деценија, Кукова острва су усвојила све снажнију спољну политику, а становник Кукова острва, Хенри Пуна, тренутно служи као генерални секретар Форума пацифичких острва. Већина становника Кукових острва су држављани Новог Зеланда, али имају и статус држављана Кукових острва, који се не даје другим грађанима Новог Зеланда. Кукова острва су активни члан Пацифичке заједнице од 1980. године.
Туризам је главна привредна грана. Међу значајнијим привредним гранама истичу се офшор банкарство, вађење бисера, рибарство и воћарство. Ова острва не треба мешати са острвом Кук у јужном Атлантском океану. Са преко 168.000 посетилаца који су путовали на острва 2018. године, туризам је главна индустрија земље и водећи елемент привреде, испред офшор банкарства, бисера и извоза мора и воћа.

## Историја
Кукова острва су први пут населили око 1000. године полинезијанци за које се сматра да су мигрирали са Тахитија, острва удаљеног 1.154 km (717 mi) североисточно од главног острва Раротонга.
Први европски контакт са острвима догодио се 1595. године када је шпански морепловац Алваро де Мендана де Неира угледао острво Пукапука, које је назвао Сан Бернардо (Свети Бернард). Педро Фернандес де Кеирош, португалски капетан у служби Шпанске круне, направио је прво европско искрцавање на острвима када је крочио на Ракахангу 1606. године, назвавши острво Gente Hermosa (Лепи људи).
Британски морепловац капетан Џејмс Кук стигао је 1773. и поново 1777. године дајући острву Мануај име острво Херви. Назив острва Херви је касније почео да се примењују на целу јужну групу. Назив „Кукова острва“, у част Кука, први пут се појавио на руској поморској карти коју је објавио Адам Јохан фон Крузенштерн 1820-их.
Године 1813, Џон Вилијамс, мисионар на колонијалном једрењаку Индевор (није исти брод као Куков) направио је прво забележено европско виђење Раротонге. Прво забележено европљанско искрцавање на Раротонгу одвило се 1814. године од стране Камберленда; избила је сукоб између морнара и острвљана, и многи су погинули са обе стране. Острва више нису видела Европљане све док енглески мисионари нису стигли 1821. Хришћанство је брзо узело маха у култури и многи острвљани су данас хришћани.
Острва су била популарна станица у 19. веку за китоловске бродове из Сједињених Држава, Британије и Аустралије. Посећивали су их, најмање од 1826, да би набавили воду, храну и огрев. Њихова омиљена острва била су Раротонга, Аитутаки, Мангаја и Пенрин.
Кукова острва су се придружила Уједињеном Краљевству 1890. године, углавном због страха британских становника да би Француска могла да окупира острва, јер је већ имала Тахити. Дана 6. септембра 1900. године, вође острва су поднеле петицију тражећи да се острва (укључујући Ниуе „ако је могуће“) припоје као британска територија. Дана 8. и 9. октобра 1900. године, њихови поглавари и људи потписали су седам инструмената о цесији Раротонге и других острва. Издата је британска прокламација у којој се наводи да су цесије прихваћене и да су острва проглашена за делове доминиона Њеног Британског Величанства. Међутим, то није укључивало Аитутаки. Иако су се становници сматрали британским поданицима, крунска титула је била нејасна све док острво није формално припојено том Прокламацијом.Године 1901, острва су укључена у границе Колоније Нови Зеланд по налогу Савета према Закону о колонијалним границама из 1895. Уједињеног Краљевства. Промена граница је ступила на снагу 11. јуна 1901. и Кукова острва од тог времена имају формални однос са Новим Зеландом.
Кукова острва су се одазвала позиву за службу када је почео Први светски рат, одмах пославши пет контингената, близу 500 људи, у рат. Младићи са острва добровољно су се јавили на избијању рата да појачају маорске контигенте и аустралијске и новозеландске одреде. Врло брзо је основан Патриотски фонд који је прикупљао средства за подршку ратним напорима. Кукови острвљани су обучавани у кампу Нароу Нек у Девонпорту, а први регрути су отишли 13. октобра 1915. на СС Те Анау. Брод је стигао у Египат баш када су новозеландске јединице требало да буду пребачене на Западни фронт. У септембру 1916. године, Пионирски батаљон, комбинација становника Кукових острва, Маора и Пакеха војника, доживео је тешку акцију у савезничком нападу на Флерс, првој бици на Соми. Три становника Кукових острва из овог првог контингента умрла су од непријатељских дејстава, а најмање десет је умрло од болести док су се борили да се прилагоде условима у Европи. Други и трећи контингент Кукових острва били су део Синајско-палестинске кампање, прво у логистичкој улози за аустралијске и новозеландске одреде у њиховој бази на Моаскару, а касније у снабдевању муницијом за Краљевску артиљерију. После рата, мушкарци су се вратили у време избијања епидемије грипа на Новом Зеланду, а то је, уз европске болести, значило да велики број није преживео и умро на Новом Зеланду или по повратку кући у наредним годинама.
Када је 1. јануара 1949. године ступио на снагу Закон о британском држављанству и новозеландском држављанству из 1948. године, становници Кукових острва који су били британски поданици аутоматски су добили новозеландско држављанство. Ова острва су остала територија зависна од Новог Зеланда све док влада Новог Зеланда није одлучила да им додели статус самоуправе. Дана 4. августа 1965. проглашен је устав. Први понедељак у августу сваке године се обележава као Дан устава. Алберт Хенри из Партије Кукових острва изабран је за првог премијера и проглашен је витезом од стране краљице Елизабете II. Хенри је водио нацију до 1978. године, када је оптужен за намештање гласова и поднео оставку. Одузето му је витешки звање 1979. године. Наследио га је Том Дејвис из Демократске странке који је на тој функцији био до марта 1983. године.
Дана 13. јула 2017, Кукова острва су основала Мори Моана, чиме је настала највећа заштићена област на свету по величини.
У марту 2019. објављено је да Кукова острва планирају да промене име и уклоне референцу на капетана Џејмса Кука у корист „назива која одражава њихову 'полинезијску природу'“. Касније је у мају 2019. објављено да је дијаспора са Кукових острва лоше примила предложену промену имена. Као компромис, одлучено је да се енглески назив острва не мења, већ да се усвоји ново име Кукова острва Маори, које би заменило садашње име. Дискусије о имену настављене су и 2020.